# L'Herm

L'Herm este o comună în departamentul Ariège din sudul Franței. În 1 ianuarie 2022 avea o populație de 189 de locuitori.